# Hans Jeekel
Johan Frederik (Hans) Jeekel (Laren, 23 september 1954) is een Nederlands adviseur, ambtenaar, bestuurder, hoogleraar en voormalig politicus voor de Democraten 66 (D66).

## Levensloop
Jeekel behaalde zijn HBS-diploma aan het Goois Lyceum te Bussum en studeerde van 1972 tot 1979 sociale geografie aan de Universiteit Utrecht waar hij cum laude afstudeerde. Tot 1980 studeerde hij planologie aan de Universiteit van Amsterdam. Hij promoveerde in 2011 aan de Erasmus Universiteit Rotterdam bij prof.dr. G.R. Teisman op 'De auto-afhankelijke samenleving'.
Hierna was hij werkzaam als ambtenaar, onder meer was hij hoofd van de strategie en coördinatie van natuur, bos- en landschapsbeleid bij het ministerie van Landbouw, Natuurbeheer en Visserij. Van 30 augustus 1995 tot 19 mei 1998 was hij lid van de Tweede Kamer der Staten-Generaal en van 13 april 1999 tot april 2003 was hij lid van de Provinciale Staten van Noord-Brabant. Daarna functioneerde hij als directeur van de Vervoer en Maatschappelijke Ontwikkelingen bij Rijkswaterstaat. Vanaf 2007 is Jeekel hij werkzaam als adviseur kennis, innovatie en internationale samenwerking bij Rijkswaterstaat.

## Persoonlijk
Hans Jeekel is getrouwd en heeft twee kinderen.

## Publicaties
- "Duizend dagen Kamervragen" (1998)
- "De ontbrekende dialoog" (2005)
- "The car dependent society: a European perspective" (2013) [1]
- "Inclusive transport: fighting involuntary transport disadvantages" (2019) [1]

- International Standard Name Identifier: 0000 0000 3401 1649
- Library of Congress Control Number: n99032909
- Nationale Bibliotheek van Israël: 987007349906005171
- Nederlandse Thesaurus van Auteursnamen: 092951066
- Parlement.com: vg09llm2wgy3
- Système universitaire de documentation: 171836790
- Virtual International Authority File: 60874353
- WorldCat: E39PBJmHJjwdq3fVjrpx8tkVYP